# نساء... ونساء (فلم)
نساء... ونساء (بالفرنسية: Femmes... et femmes) فيلم مغربي من تأليف الصحفية فاطمة الوكيلي وإخراج سعد الشرايبي سنة 1997. الفيلم خلق ضجة كبيرة بالمغرب لكونه من أول الأفلام المغربية التي عالجت بشكل مقرب حياة المرأة المغربية العصرية، والإضهاد والعنف الذي تعاني منه في المجتمع. و قد حاز الفيلم على جائزة أفضل ممثلة لفاطمة خير بمهرجان جوهانسبرغ السنمائي بجنوب أفريقيا.

## القصة
زكية، صحفية شابة، ومُديرة برامج للنساء من هيئة الإذاعة والتلفزيون. تحب عملها جدا، حيث أصبح هذا الأخير أهم محتوى في حياتها. ذات يوم تلقت زكية دعوة غير متوقعة من ليلى، صديقة قديمة لها، التي لم تلتقيها منذ سنوات. وعبر ليلى تلتقي زكية بصديقتين اخريتن من الاصدقاء القُدامى مرة أخرى، غيثة وكلثوم. وأخيرا اجتمعن كُلهن وقررن هن الاربعة، اللواتي لهن مزاج وطريقة حياة غير مختلفة كثيرا، ان يضلن جنبا إلى جنب.
الفيلم يعتبر من أفضل الأفلام التي درست أحوال المرأة المعاصرة في المغرب الحديث.

## بطلات الفيلم:
منى فتو، فاطمة خير، ثريا العلوي ، سليمة بن مومن

## أفلام لنفس المخرج:
- 1991: أيام من حياة عادية
- 2003: عطش
- 2004: جوهرة بنت الحبس
- 2005: طلب عمل
- 2007: تمزق
- 2011: نساء في المرايا

## روابط خارجية
- مقالات تستعمل روابط فنية بلا صلة مع ويكي بيانات
- نساء... ونساء على موقع IMDB
- نساء... ونساء على موقع allocine